# Skunk západní
Skunk západní (Spilogale gracilis) je menší skunkovitá šelma žijící na jihozápadě Kanady, západě USA a na severu Mexika. Patří mezi tzv. skvrnité skunky rodu Spilogale. Vyznačuje se černobílou skvrnito-pruhovanou srstí. Dosahuje celkové délky maximálně 45 cm a hmotnosti méně než 1 kg. Je to noční živočich, který se živí převážně členovci a malými obratlovci. Přilepšuje si i rostlinnou stravou.
IUCN ho hodnotí jako druh málo dotčený.

## Taxonomie
Skunk západní byl dříve zařazován jako poddruh skunka skvrnitého (S. putorius). Nicméně již v 60. letech 20. století byly vzneseny argumenty pro jejich separaci, především byla zmiňována reprodukční bariéra. Od 90. let 20. století je veden jako samostatný druh.

### Poddruhy
V současnosti je uznáváno těchto sedm poddruhů:
- S. g. amphialus Dickey, 1929 - Channel Islands v Kalifornii
- S. g. gracilis Merriam, 1890 - od jihovýchodního Washingtonu až po západ Oklahomy
- S. g. latifrons Merriam, 1890 - od jihozápadní Britské Kolumbie po západní Oregon
- S. g. leucoparia Merriam, 1890 - jižní Arizona, Nové Mexiko, Texas a severní Mexiko
- S. g. lucasana Merriam, 1890 - Baja California Sur
- S. g. martirensis Elliot, 1903 - severní a střední Baja California
- S. g. phenax Merriam, 1890 - Kalifornie

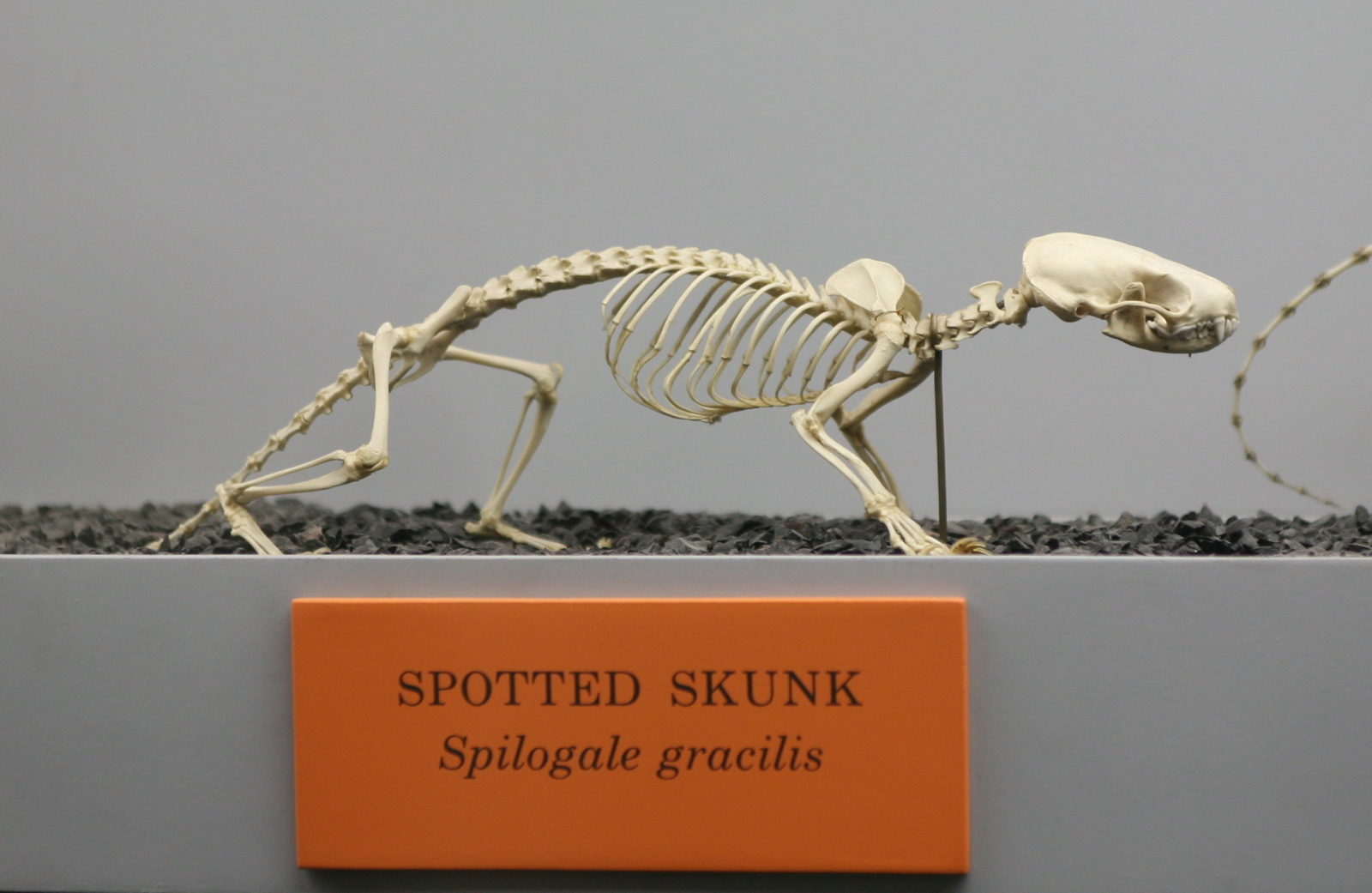
Kostra skunka západního

## Popis
Skunk západní je spíše štíhlejší druh skunka, čemuž odpovídá i druhové jméno (gracilis = subtilní). Má typickou černo-bílou barvu. Bílá barva vytváří skvrny (čelo) a pruhy (tělo). Od skunka skvrnitého se pozná podle delších a širších bílých pruhů. Ocas má výraznější bílé zakončení. Celková délka dospělých jedinců je 34 až 45 centimetrů, z toho na ocas připadá 12 až 17 cm (podle jiných zdrojů až 20 cm). Samci bývají v průměru o 6 % delší než samice. Lebka měří na délku 43 až 57 mm. Hmotnost se pohybuje od 227 g do maximálně 1 kilogramu. Samci jsou v průměru o 40 % těžší.

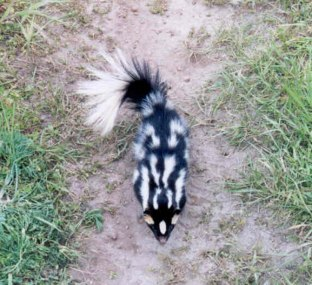
Pohled shora

## Výskyt
Skunk západní žije ve třech státech. Na severu je to Kanada, kde obývá malou oblast na jihozápadě v provincii Britská Kolumbie. Ve Spojených státech amerických se vyskytuje na rozsáhlém území na západě a jihozápadě. Areál výskytu zabíhá dále do Mexika, především do severní části této země a na Kalifornský poloostrov. Maximální nadmořská výška, v níž šelma žije, je 2500 m. Obývá rozličný biotop: pláže, nížiny, hory, skalnaté oblasti, lesy, chaparral, nevadí mu ani lidmi narušená krajina.

## Biologie
Skunk západní je většinou samotářský, striktně noční tvor. Celkově je jeho chování podstatně méně prostudováno, než je tomu u skunka skvrnitého. Většina informací pochází z ostrovních kalifornských populací. Velikost teritoria se pohybuje v řádech několika desítek hektarů. V zimním období druh nehibernuje, ale utlumuje svou aktivitu.
Je to všežravec, který se živí především malými savci a hmyzem. Doplňkovou stravu tvoří ptáci, plazi, obojživelníci, vejce, ovoce, zelenina a zdechliny.
Pokud je obtěžován nebo mu hrozí nebezpečí, používá několik obranných mechanismů. Dupe, staví se na přední končetiny a v nejzazším případě vypouští z řitních žláz silně zapáchající tekutinu.
Mezi predátory skunka západního se řadí velcí draví ptáci (především orel skalní), lišky (ačkoliv obvykle s nimi koexistuje bez predace), kojoti a rysi červení. Další příčinou úmrtnosti je lidská činnost, především srážky s automobily a lov.

### Rozmnožování
Reprodukce má sezónní charakter. K páření dochází mezi zářím a říjnem, samice rodí obvykle v dubnu a květnu. V březosti, která trvá 230 až 250 dní, je zahrnuto poměrně dlouhé období odložené nidace. Tím se zásadně liší od skunka skvrnitého, který toto nemá a vytváří to mezi nimi jasnou reprodukční bariéru. Počet mláďat ve vrhu se může pohybovat od 2 do 9, nejčastěji je to 3 až 4.